# Bassa Mawem
Bassa Mawem est un grimpeur français, né le 9 novembre 1984.
Il est membre de l'équipe de France d'escalade de vitesse depuis 2011.

## Biographie
Il naît le 9 novembre 1984. Il découvre l'escalade à 15 ans par le biais du sport au collège. Six mois plus tard, il s'inscrit dans un club, et c'est en falaise que grandit sa passion pour l'escalade.
Il fait d'abord de l'escalade de difficulté et grimpe dans des voies cotées 8b+. Plus tard, il s'adonne à l'escalade de bloc. Finalement, il se consacre à la troisième discipline, la vitesse.
Il entre en équipe de France d'escalade de vitesse en 2011, remporte le titre de Champion de France en 2013, et bat le record de France sur la voie du record.
En 2014, il met sa carrière professionnelle entre parenthèses pour mettre tous les moyens de son côté pour atteindre ses objectifs dans les deux ans.
En 2016, il participe à la première saison de Ninja Warrior : Le Parcours des héros, en compagnie de son frère Mickael Mawem, lui aussi grimpeur. Il termine septième de la finale.
D'origine guyanaise, Bassa Mawem a grandi en Alsace, où il a fait ses premières classes en escalade ; il est installé depuis 2017 à Nouméa en Nouvelle-Calédonie où il est directeur technique de la ligue d’escalade.
Il participe en 2021 aux Jeux olympiques de Tokyo : malheureusement, il se blesse au biceps lors des qualifications, et ne peut pas continuer en finale, alors qu’il était qualifié aux côtés de son frère. En 2022, pour son retour à la compétition, il remporte pour la sixième fois le championnat de France de vitesse.
Il participe à l'édition suivante des jeux olympiques à Paris, où le format de la compétition change. Il se qualifie pour les phases finales, remporte son duel en 8e de finale pour finalement s'incliner en quart. Il se classe 6e du tournoi olympique. À l'issue de sa compétition, il annonce sa retraite sportive.

## Palmarès
- Champion de France 2013
- Champion de France 2015
- Champion de France 2016
- Champion de France 2018
- Champion de France 2019
- Champion de France 2022[9]
- Champion de France 2023
- Médaille d'argent sur la coupe du monde d’Arco (ITA) 2014
- Médaille de bronze sur la coupe du monde de Wujiang (CHN) 2014
- Médaille d'or sur la coupe du monde de Tai'an (CHN) 2018
- Médaille d'or sur la coupe du monde de Xiamen (CHN) 2018
- Vice-champion du monde de vitesse à Innsbruck (AUT) 2018
- Vainqueur du classement général de la coupe du monde de vitesse 2018
- Médaille d'argent sur la coupe du monde de Wujiang (CHN) 2019
- Médaille d'or sur la coupe du monde de Moscou (RU) 2019
- Vainqueur du classement général de la coupe du monde de vitesse 2019
- 2021: 8e en finale aux Jeux olympiques en combiné à Tokyo (Japon)
- 6ème aux Jeux Olympiques de Paris 2024

## Records
Lors des Jeux Olympiques de Tokyo en 2021, le Français a établi le tout premier record d’escalade de vitesse aux Jeux olympiques en 5,45 s. Malgré son non départ en finale pour cause de blessure, il conserve ce record olympique à l'issue des finales.
- 2014 : record de France (6,11s)
- 2015 : record de France (5,82s)
- 2019 : record de France (5,55s)
- 2021 : record olympique et record de France (5,45s)
- 2022 : record de France (5,27s)
- 2024 : record de France (5,16s) lors des JO[10]
- 2024 : record de France (5,16s)[11]